# Pabellón de España en la Bienal de Venecia

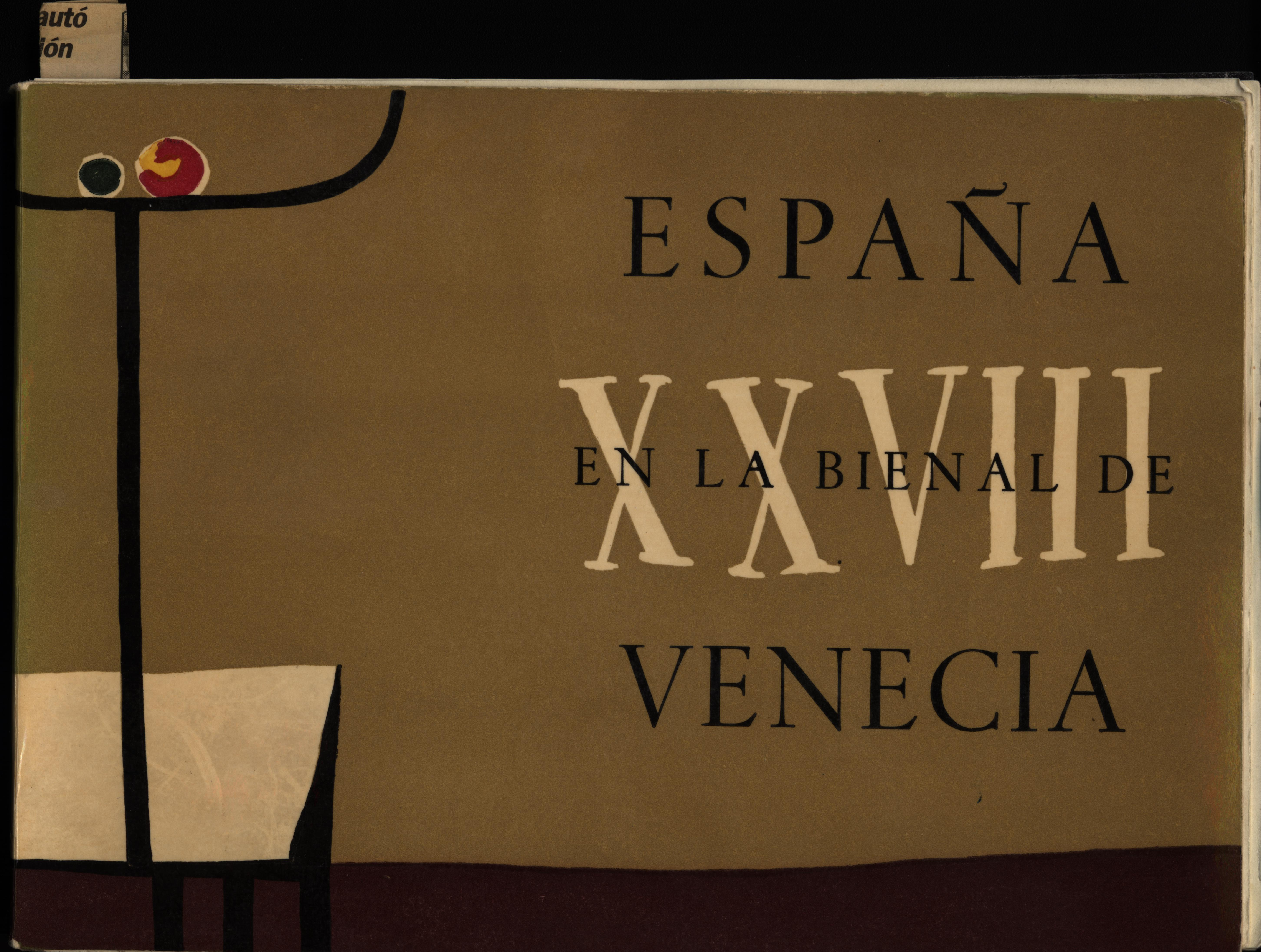
España en la XXVIII Bienal de Venecia

El Pabellón de España en la Bienal de Venecia es un espacio artístico ubicado en la ciudad de Venecia con motivo de la Bienal de Venecia.

## Historia
En 1919, el entonces director general de Bellas Artes, Joaquín Caro y del Arroyo, Conde de Peña Ramiro, solicita al Ministro de Instrucción Pública que le autorice a iniciar gestiones para adquirir un pabellón en la Bienal de Venecia, ya que hasta 1950 la competencia para la organización de estas exposiciones recaía en  la Dirección General de Bellas Artes. Desde entonces se ocupa de la representación española en la Bienal el Ministerio de Asuntos Exteriores, probablemente por las implicaciones que tiene lo que se expone en la imagen internacional del país.
El proyecto se asigna inicialmente a Antonio Flórez, aunque finalmente será realizado por el arquitecto Javier Luque, quien diseñó una planta semejante a la de otros pabellones internacionales, con una sala central, flanqueada de laterales, que permitió ampliar el espacio para exposición de obras. En 1922 se inaugura el Pabellón sin decoración de fachada, que no se terminará hasta 1924. Esta fachada, de inspiración barroca, será sustituida en 1952, por un diseño más sobrio, de manos de Joaquín Vaquero. Ya en 1995 se incorporarían unas puertas que fueron diseñadas por el escultor Andreu Alfaro.

## Expositores
- 1954 — Miguel Ortiz Berrocal
- 1956 — Pablo Gargallo
- 1966 - Andreu Alfaro,[4] Juan Genovés[5]
- 1958 — Eduardo Chillida
- 1970 — Gastón Orellana
- 1976 - Andreu Alfaro
- 1984 — Antoni Clavé
- 1988 — Jorge Oteiza, Susana Solano
- 1990 — Antoni Miralda
- 1993 — Antoni Tàpies
- 1995 - Andreu Alfaro, Eduardo Arroyo[6]
- 1997 — Carmen Calvo, Joan Brossa (Comisariado: Victoria Combalía)
- 1999 — Manolo Valdés, Esther Ferrer (Comisariado: David Pérez)
- 2001 — Ana Laura Aláez, Javier Pérez (Comisariado: Estrella de Diego)
- 2003 — Santiago Sierra (Comisariado: Rosa Martínez)
- 2005 — Antoni Muntadas (Comisariado: Bartomeu Marí)
- 2007 — Manuel Vilariño, José Luis Guerín, "Los Torreznos", Rubén Ramos Balsa (Comisariado: Alberto Ruiz de Samaniego)
- 2009 — Miquel Barceló (Comisariado: Enrique Juncosa)
- 2011 — Dora García (Comisariado: Katya García-Antón)
- 2013 — Lara Almarcegui (Comisariado: Octavio Zaya)
- 2015 — Francesc Ruiz, Pepo Salazar, Cabello/Carceller (Comisariado: Martí Manen)
- 2017 — Jordi Colomer
- 2019 — Itziar Okariz, Sergio Prego (Comisariado: Peio Aguirre)
- 2022 — Ignasi Aballí (Comisariado: Bea Espejo)
- 2024 — Sandra Gamarra (Comisariado: Agustín Pérez Rubio)
- 2026 — Oriol Vilanova (Comisariado: Carles Guerra)